# Nieudan
Nieudan är en kommun i departementet Cantal i regionen Auvergne-Rhône-Alpes i mitten av Frankrike. Kommunen ligger  i kantonen Laroquebrou som ligger i arrondissementet Aurillac. År 2022 hade Nieudan 106 invånare.

## Befolkningsutveckling
Antalet invånare i kommunen Nieudan
Referens:INSEE